# Internetworld
Internetworld var en tidskrift som tog upp frågor kring Internet. Den ägdes av IDG AB och startades 1996 av Nicklas Mattsson och Thomas Strindberg som en konsumenttiddskrift för internetanvändare. Chefredaktör blev senare Magnus Höij och tidningen blev mer av en affärstidning för dem som vill tjäna pengar på Internet genom e-handel, webbanalys och internetmarknadsföring. Hösten 2013 kom tidningens sista pappersnummer ut.
Internetworld började 1996 att varje år utse Sveriges bästa webbplatser genom sin ranking Topp100.
Internetworld grundade även det branschledande eventet Webbdagarna, som hålls i Stockholm, Göteborg, Malmö och Luleå varje år.

## Topp100
Topp100 är en årlig lista över Sveriges bästa webbplatser som ställs samman av IDG.se, tidigare av Internetworld. 
Topplistan har blivit allt mer ansedd genom åren.[källa behövs] Det visar till exempel det faktum att stora sajter som bland annat svd.se väljer att låta priset ligga bredvid sin logga med länk till.
Vinnare genom åren:
- 2017 – TUI.se[3]
- 2016 – Forsakringskassan.se[4]
- 2015 – Stockholm.se[5]
- 2013 – Aftonbladet.se[6]
- 2012 – TV4.se[7]
- 2011 – Haléns.se[8]
- 2010 – Haléns.se[9]
- 2009 – Omvård.se[10]
- 2008 – VisitSweden.se [11]
- 2007 – Ving.se[12]
- 2006 – Aftonbladet.se [13]
- 2005 – SVT.se [14]
- 2004 – SR.se[15]
- 2003 – SR.se[16]
- 2002 – Lunarstorm.se [16]